# Begrotingsoverschot
Als de overheidsinkomsten groter zijn dan de overheidsuitgaven, is er sprake van een begrotingsoverschot. Omdat er dan geen geld geleend hoeft te worden, neemt de staatsschuld niet toe. Omdat de aflossingen op de bestaande gewoon doorgaan, neemt de staatsschuld zelfs af. Het is ook mogelijk dat met een overschot de staatsschuld versneld wordt afgelost. Als er meer wordt uitgegeven dan er binnenkomt, wordt er gesproken van een begrotingstekort.